# Lil Lano
Lil Lano (* 11. Januar; bürgerlich Alec Valestra) ist ein deutscher Rapper und Webvideoproduzent. Er wuchs in Norderstedt auf und erlangte im Januar 2018 mit seinem Song Falschen Supreme pt. 2 erstmals größere Aufmerksamkeit. Sein bekanntester Song ist Stone Island mit über 45 Millionen Streams auf Spotify.

## Leben
Nach eigener Aussage stammt Valestra aus einer Familie ehemaliger italienischer Gastarbeiter. Seine Familie betreibt eine Käserei in Italien. Über seinen Vater erzählt Lil Lano, dass er ihn nicht als Vater, sondern nur als seinen Erzeuger sieht.
Valestra trat YouTube Ende 2016 unter dem Namen Alec bei. Später folgte die Umbenennung des Kanals zu Lil Lano. Seit 2017 veröffentlicht er hier neben Video-Blogs auch Musik. Im Januar 2018 erschien sein erstes Mixtape NudeTape. Ein Erfolg war der Track Stone Island, der im Oktober 2018 veröffentlicht wurde und dessen Video auf Youtube bis Januar 2020 über acht Millionen Aufrufe hatte. Im selben Jahr erschien das Musikvideo zu Brokkoli + Codein 2.0 oder auch Ich bin So Reich. Zudem veröffentlicht er des Öfteren Videos mit Trippie Boi, welcher ebenfalls dem Ananas Squad, der „Fanbase“, angehörte.
2018 war Valestra auf High von Hustensaft Jüngling und Money Boy als Featuring vertreten. Ebenfalls 2018 veröffentlichte er zusammen mit King Khalil den Song Para Illegal. G-Klasse produzierte er erneut zusammen mit King Khalil. Auf der KUKU EP King Khalils ist auch Lil Lano zu hören.
Seit 2019 steht Valestra bei Universal Music Germany unter Vertrag und arbeitet mit dem Label Virgin Group zusammen. Er gründete somit sein eigenes Label "AnanasSquad".
Im Dezember 2019 befand sich Valestra nach einem Zusammenbruch kurzzeitig in Behandlung.

## Rezeption
Laut.de bezeichnete Valestra 2018 als eine Person, die sich „fürchterlich expressiv“ zur Schau stellt und deren Videos in erster Linie aus „purem Shittalking“ bestehen. Seine Musik habe schwache Texte und das Trap-Soundbild sei „ausgelutscht“. Noisey bemerkt, Valestra erinnere an Money Boy, bei dem sich 2010 „ganz Deutschrap kollektiv fragte: Meint der das wirklich ernst?“ und der heute „ein mehr oder weniger etablierter und respektierter Künstler“ sei. Valestra versieht seine Veröffentlichungen auf YouTube stets mit der Notiz „Bei diesem Video handelt es sich um ein Kunstprojekt“.

## Diskografie

### Singles
| Jahr | Titel Album           | Höchstplatzierung, Gesamtwochen, AuszeichnungChartplatzierungen (Jahr, Titel, Album, Platzierungen, Wochen, Auszeichnungen, Anmerkungen) | Höchstplatzierung, Gesamtwochen, AuszeichnungChartplatzierungen (Jahr, Titel, Album, Platzierungen, Wochen, Auszeichnungen, Anmerkungen) | Anmerkungen                                                                 |
| Jahr | Titel Album           | DE | AT | Anmerkungen                                                                 |
| ---- | --------------------- | --- | --- | --------------------------------------------------------------------------- |
| 2018 | Stone Island –        | DE99 Gold · (1 Wo.)DE | — | Erstveröffentlichung: 30. Oktober 2018                                      |
| 2018 | Para Illegal –        | DE46 (5 Wo.)DE | — | Erstveröffentlichung: 7. Dezember 2018 King Khalil feat. Lil Lano           |
| 2019 | G-Klasse –            | DE58 (3 Wo.)DE | — | Erstveröffentlichung: 22. Februar 2019 King Khalil feat. Lil Lano & M.O.030 |
| 2019 | 20 Tausend Euro bar – | DE63 (1 Wo.)DE | — | Erstveröffentlichung: 31. Mai 2019                                          |
| 2019 | Fische –              | DE72 (1 Wo.)DE | — | Erstveröffentlichung: 23. August 2019                                       |
| 2020 | Sag wieso –           | DE51 (3 Wo.)DE | — | Erstveröffentlichung: 24. Januar 2020 mit Edo Saiya                         |
| 2020 | Kein Grund –          | DE32 (2 Wo.)DE | AT46 (1 Wo.)AT | Erstveröffentlichung: 27. März 2020                                         |
| 2020 | OCB –                 | DE57 (2 Wo.)DE | — | Erstveröffentlichung: 10. Juli 2020                                         |
| 2020 | Luzifer –             | DE96 (1 Wo.)DE | — | Erstveröffentlichung: 18. Dezember 2020                                     |

Weitere Singles
- 2020: Fucked Up (mit Edo Saiya) 1
- 2020: Perfekt 2
- 2022: Ritalin 3